# Apulanta
Apulanta – fińska grupa rockowa powstała w 1991 roku. 

## Muzycy
| Obecny skład zespołu - Toni Wirtanen - wokal prowadzący, gitara elektryczna (od 1991) - Simo "Sipe" Santapukki - perkusja, wokal wspierający (od 1991) - Ville Mäkinen - gitara basowa, kontrabas (od 2014) |  | Muzycy koncertowi - Sami ”Parta-Sami” Lehtinen - gitara elektryczna (2001-2004) - Jani Törmälä - gitara elektryczna (1997, 1998, 2000) - Sami Yli-Pihlaja - gitara elektryczna (1998-1999, 2000) - Marzi Nyman - gitara elektryczna (2000) - Markus "Masi" Hukari - gitara elektryczna (2001) Byli członkowie zespołu - Sami "Parta-Sami" Lehtinen - gitara basowa, wokal wspierający (2005-2014) - Antti Lautala - wokal prowadzący, gitara elektryczna, gitara basowa (1991-1994) - Amanda ”Mandy” Gaynor - gitara basowa, puzon, wokal wspierający (1992-1993) - Tuukka Temonen - gitara basowa (1993-2004) |

## Wybrana dyskografia
| Attack of the A.L. People               | - Data: 1994 - Wydawca: Levy-yhtiö                   | – |                 |                        |
| Ehjä                                    | - Data: 1996 - Wydawca: Levy-yhtiö                   | 4 |                 |                        |
| Kolme                                   | - Data: 27 marca 1997 - Wydawca: Levy-yhtiö          | 1 |                 |                        |
| Aivan kuin kaikki muutkin               | - Data: 30 października 1998 - Wydawca: Levy-yhtiö   | 1 |                 |                        |
| Plastik                                 | - Data: 2000 - Wydawca: Levy-yhtiö                   | 1 |                 |                        |
| Heinola 10                              | - Data: 11 maja 2001 - Wydawca: Levy-yhtiö           | 1 | - FIN: 33 tys.+ | - FIN: platynowa płyta |
| Hiekka                                  | - Data: 8 listopada 2002 - Wydawca: Levy-yhtiö       | 1 | - FIN: 30 tys.+ | - FIN: platynowa płyta |
| Kiila                                   | - Data: 16 marca 2005 - Wydawca: Levy-yhtiö          | 1 | - FIN: 23 tys.+ | - FIN: platynowa płyta |
| Eikä vielä ole edes ilta                | - Data: 7 lutego 2007 - Wydawca: Levy-yhtiö          | 1 | - FIN: 46 tys.+ | - FIN: platynowa płyta |
| Kuutio (kuinka aurinko voitettiin)      | - Data: 18 czerwca 2009 - Wydawca: Apulanta Oy       | 2 | - FIN: 43 tys.+ | - FIN: platynowa płyta |
| Kaikki kolmesta pahasta                 | - Data: 14 marca 2012 - Wydawca: Päijät-Hämeen       | 2 | - FIN: 15 tys.+ | - FIN: złota płyta     |
| Revenge of the A.l. People              | - Data: 3 października 2014 - Wydawca: Päijät-Hämeen | 7 |                 |                        |
| Kunnes siitä tuli totta                 | - Data: 9 października 2015 - Wydawca: Päijät-Hämeen | 3 |                 |                        |
| „–” oznacza, że album nie był notowany. |                                                      |   |                 |                        |

## Nagrody i wyróżnienia
| Rok  | Kategoria             | Tytułem                  | Nagroda    | Nota | Źródło |
| ---- | --------------------- | ------------------------ | ---------- | ---- | ------ |
| 2006 | Vuoden kotimainen DVD | Kesäaine                 | Emma-gaala | Laur | [ 23 ] |
| 2007 | Rock-albumi           | Eikä vielä ole edes ilta | Emma-gaala | Laur | [ 24 ] |
| 2008 | Rock-albumi           | Kuutio                   | Emma-gaala | Laur | [ 25 ] |
| 2011 | Erikois-Emma          | Apulanta                 | Emma-gaala | Laur | [ 26 ] |
| 2012 | Vuoden rock-albumi    | Kaikki kolmesta pahasta  | Emma-gaala | Laur | [ 27 ] |